# Papilio dardanus
Espèce
Statut de conservation UICN

 LC  : Préoccupation mineure
Papilio dardanus est une espèce d'insectes lépidoptères de la famille des Papilionidae, de la sous-famille des Papilioninae et du genre Papilio. Cette espèce est présente dans toute l'écozone afrotropicale, y compris Madagascar et les Comores. Elle se distingue par le polymorphisme de la femelle, qui imite différentes espèces de papillons venimeux de la famille des Danainae et des Heliconiinae principalement.

## Description

### Imago
L'envergure est comprise entre 8 et 12 cm. Chez le mâle les ailes sont blanches à l'avers. Les ailes antérieures sont noires à l'apex et dans la partie marginale et portent une macule blanche à l'apex. Le bord supérieur de l'aile est également noir. Les ailes postérieures portent des queues en forme de spatules et sont bordées de noir. Elles portent trois macules noires irrégulières plus ou moins larges dans la partie submarginale. 
Au revers les motifs sont similaires mais les parties noires sont marron foncé. En outre les ailes postérieures sont de couleur crème et ont des veines noires ou marron foncé, avec quelques traits de même couleur dans les espaces intraveineux.

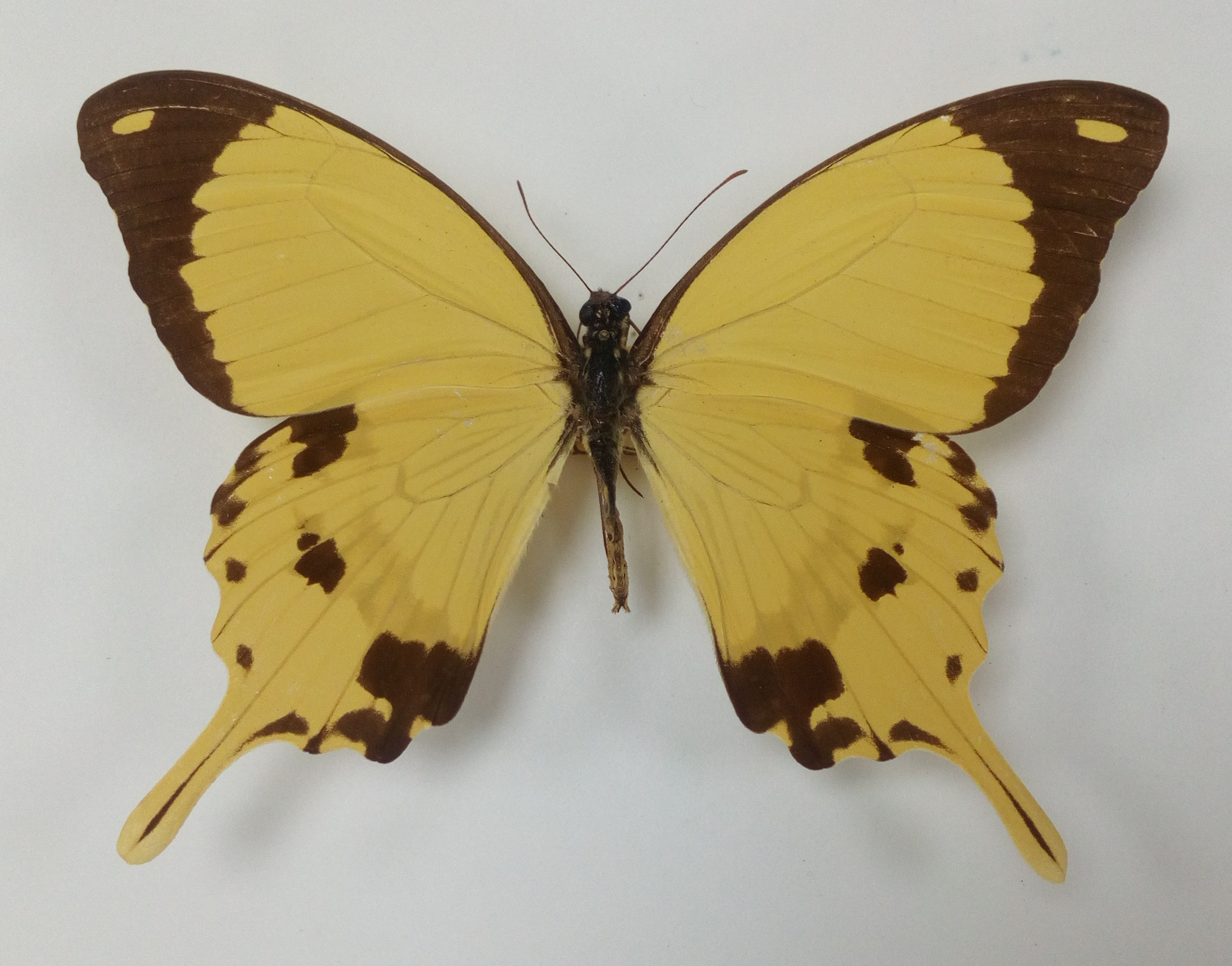
Papilio dardanus mâle
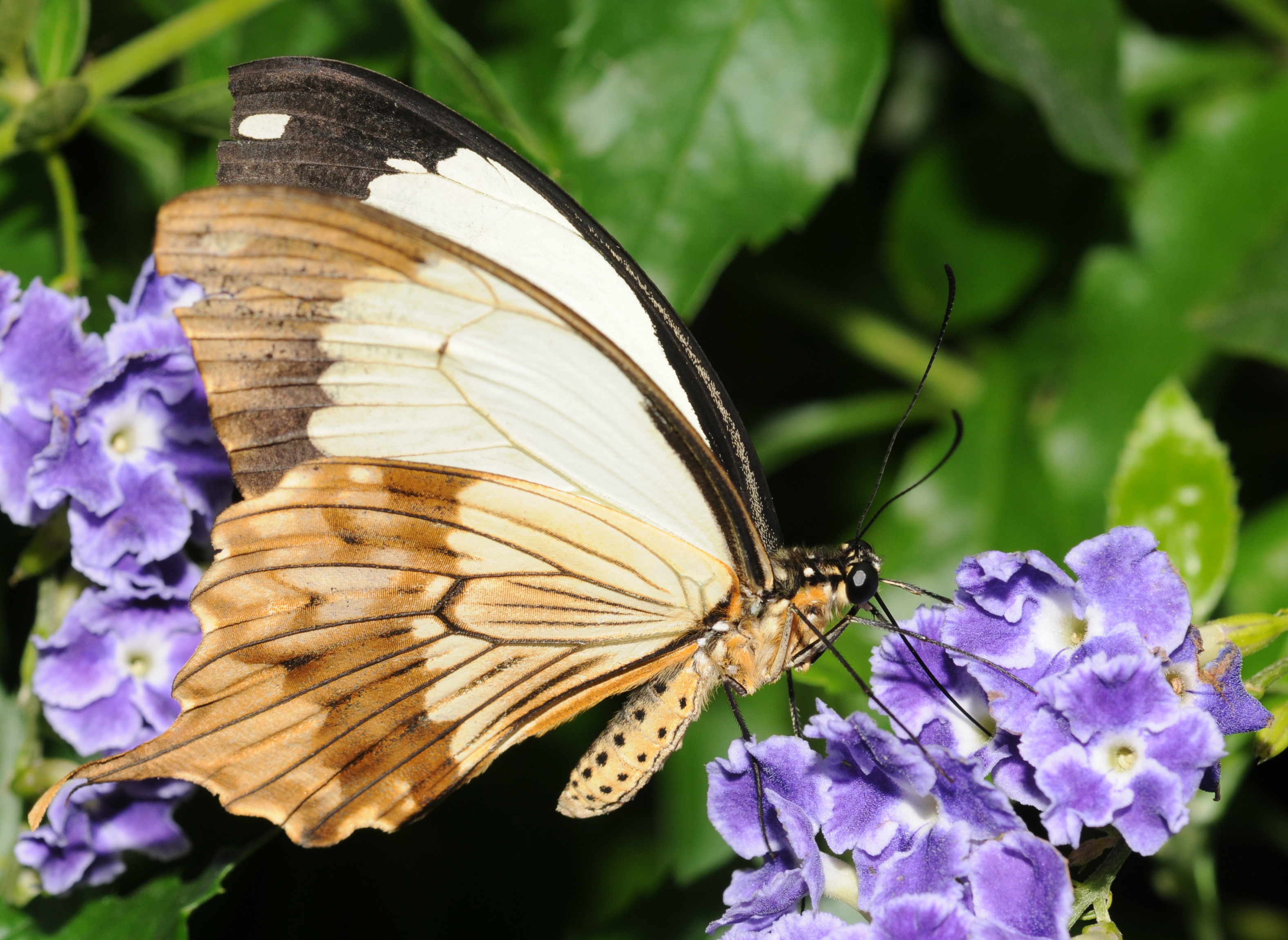
Papilio dardanus mâle, ailes repliées

Les femelles de cette espèce sont remarquables par leur polymorphisme. Non seulement l'apparence des femelles diffère selon la sous-espèce, mais au sein de chaque sous-espèces il existe différentes formes. Les femelles de Madagascar et des Comores sont similaires aux mâles, mais celles des autres sous-espèces sont très différentes des mâles et imitent des papillons toxiques de la famille des Danainae et des Heliconiinae. Elles n'ont pas de queues, sauf celles d'Éthiopie qui porte des queues tout en ayant des motifs différents des mâles. Les femelles présentent des motifs noirs et blancs et assez souvent des motifs ocre et orange.
Chez les deux sexes le corps est blanc ou crème avec du noir sur le dessus du thorax , de la tête et de l'abdomen. Chez certaines femelles le thorax est noir avec des macules blanches.

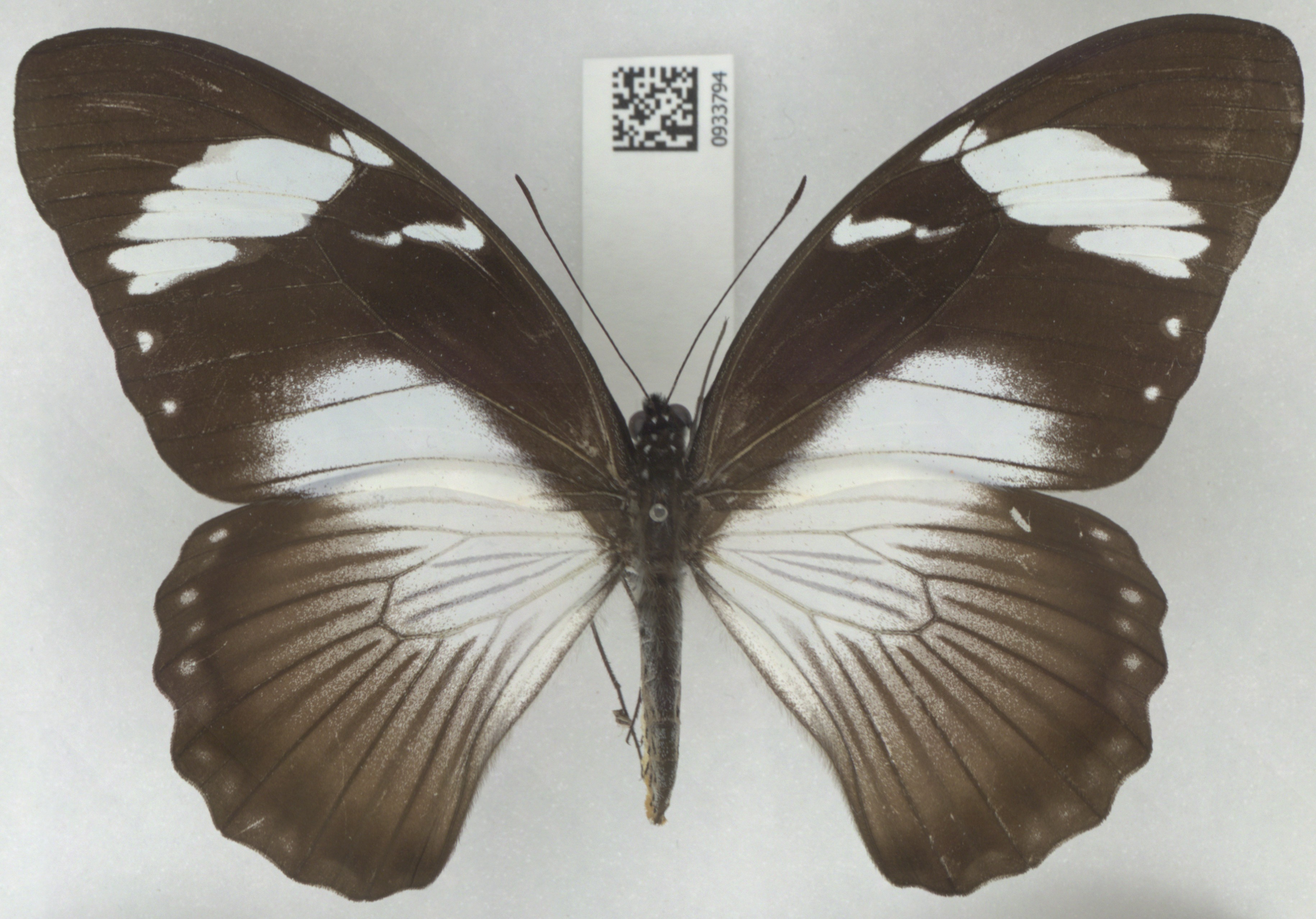
Papilio dardanus femelle
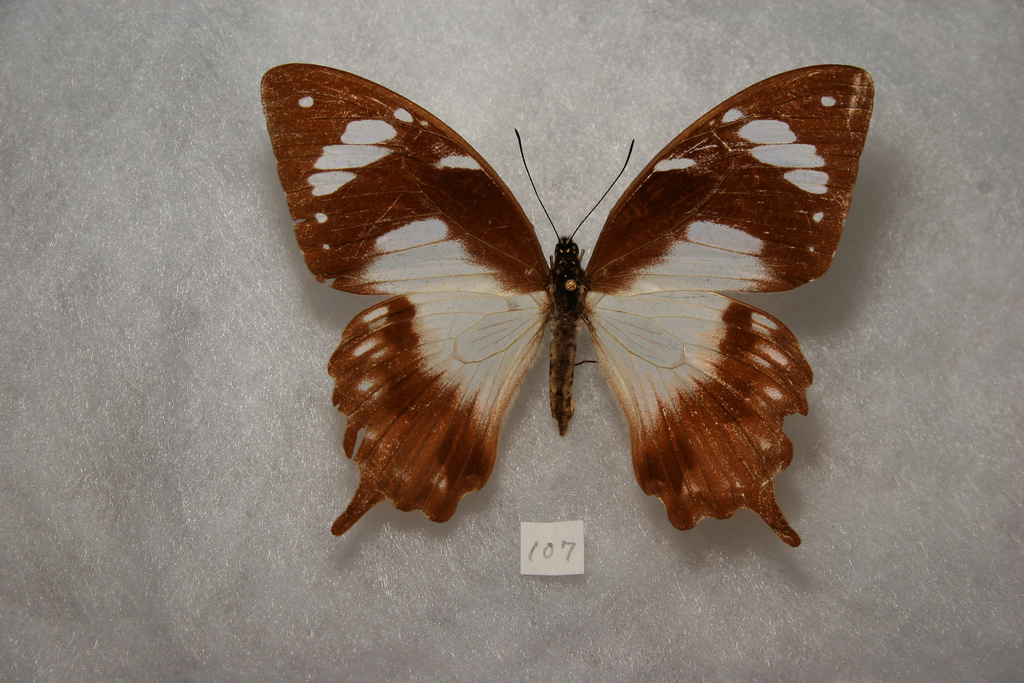
Papilio dardanus antinorii femelle
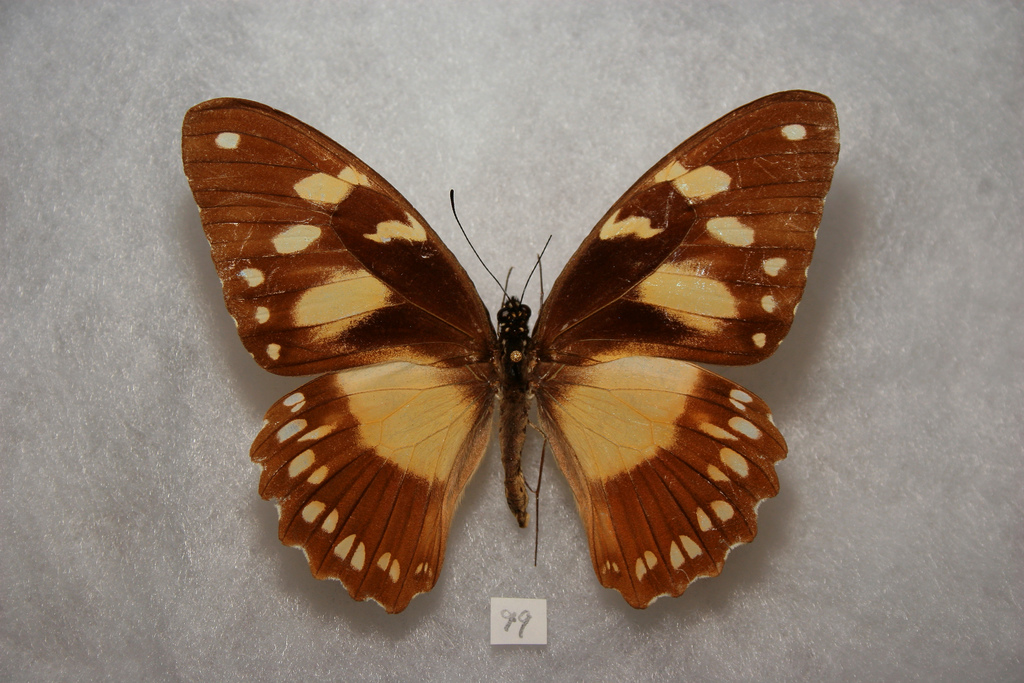
Papilio dardanus ochracea femelle
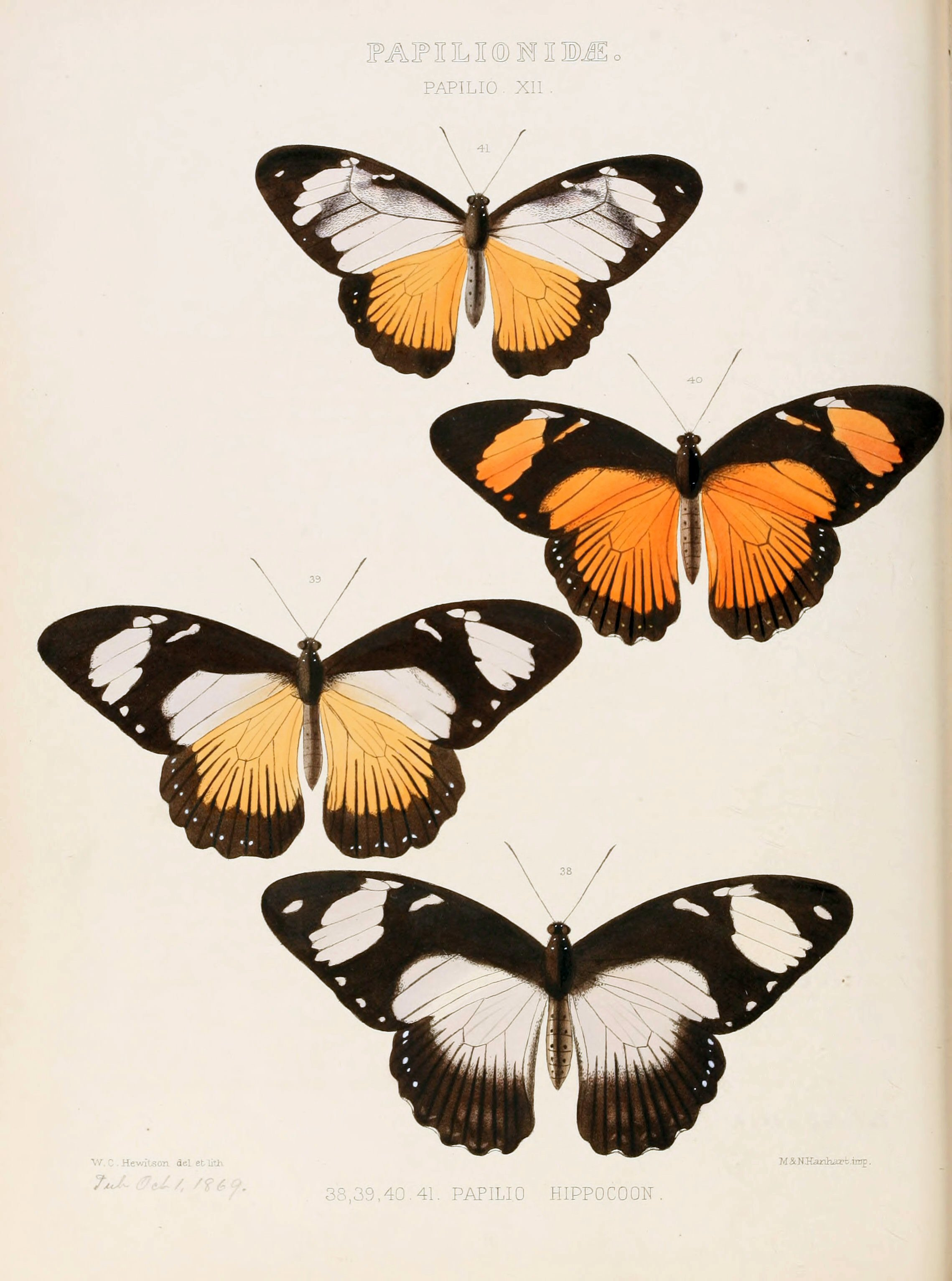
différentes forme de femelles (illustration)

### Juvéniles
Les œufs mesurent 1,5 mm de diamètre. Ils sont sphériques, lisses et blancs avec des points rougeâtres dans la partie supérieure. Les points se rejoignent vers le milieu de l'œuf, formant un anneau. 
Les chenilles de la sous-espèce cenea mesurent 3 mm de long à l'éclosion. Elles sont noirâtres avec des marques blanches à l'avant, à l'arrière et au milieu du corps, et elles portent des épines. Les segments thoraciques sont élargis. Au deuxième stade le corps est marron ou verdâtres avec les mêmes marques blanches et des épines plus réduites, sauf la paire d'épines située à l'avant du corps et celle située à l'arrière. Le troisième stade tire davantage sur le vert, les épines ont disparu sauf celles situées à l'avant et à l'arrière du corps et il y a une double rangée de petits tubercules bleuâtres sur certains segments. Le quatrième stade est vert, il y a des tubercules bleus sur presque tous les segments du corps et la partie thoracique est nettement élargie. Le dernier stade est vert et lisse. Les épines ont presque entièrement disparu et il y a une ligne jaune le long des flancs. La chenille atteint 35 mm de long.
La chrysalide est attachée à son support par son crémaster et maintenue tête en haut par une ceinture de soie. Elle est de couleur verte, vert jaune sur le dessus et vert plus foncé en dessous. La chrysalide a une forme arquée et porte une paire de cornes pointues sur la tête ce qui lui permet d'imiter une feuille.

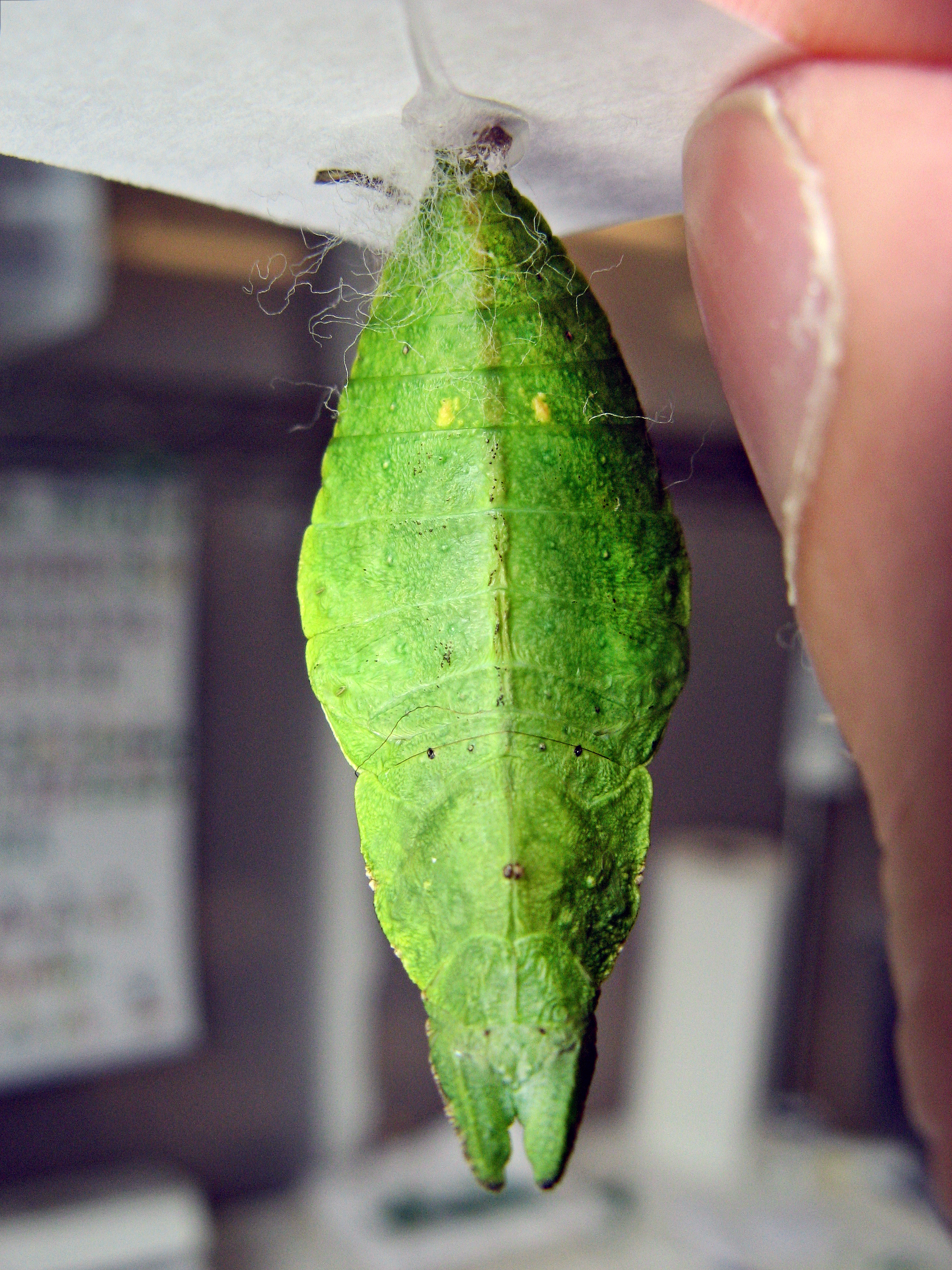
Chrysalide (vue dorsale; accrochée artificiellement)
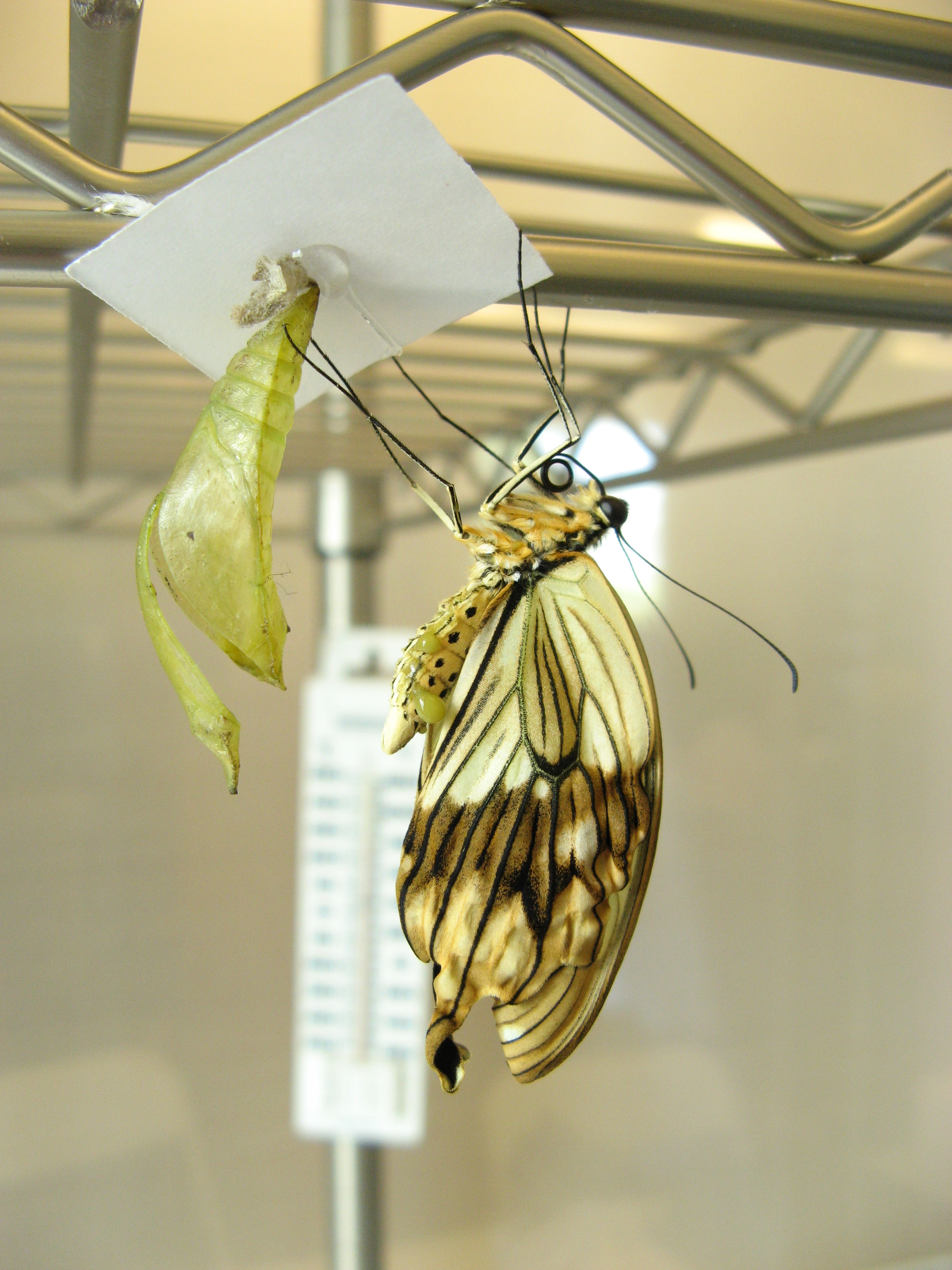
Imago fraichement sorti de sa chrysalide

## Écologie
La femelle pond ses œufs isolément sur la plante hôte. Cette espèce utilise comme plante-hôte des plantes de la famille des Rutacées. Les plantes hôtes identifiées sont : Calodendrum capense, Macrostylis villosa, Oricia bachmannii, Teclea natalensis, Teclea stuhlmanni, Vepris eugeniifolia, Vepris lanceolata, Vepris nobilis, Vepris simplicifolia, Xymalos monospora, Zanthoxylum asiatica et d'autres espèces de Zanthoxylum, ainsi que les Citrus. Clausena anisata a été signalée comme plante-hôte mais elle ne semble pas convenir à la sous-espèce cenea.
Les œufs éclosent au bout de neuf jours. Les chenilles se nourrissent des feuilles de la plante-hôte. Comme toutes les espèces de Papilionidés les chenilles portent derrière la tête un osmeterium, organe fourchu qu'elles déploient pour faire fuir les prédateurs. Au bout de 40 jours environ elles se changent en chrysalide sur une tige. La chrysalide est attachée à son support par son crémaster et maintenue tête en haut par une ceinture de soie. L'imago émerge au bout de deux semaines à plusieurs mois.
Les adultes sont présents toute l'année et atteignent leur pic d'abondance en décembre et janvier, sauf dans le sud de l'Afrique où ils sont plus abondants en avril.
Les adultes se nourrissent principalement du nectar des fleurs. Les mâles boivent aussi dans des mares de boue et sont attirés par les matières puantes. Ils volent de manière erratique dans les sous-bois et se posent sur une feuille sitôt que le soleil disparaît. Ils sont territoriaux et patrouillent autour de vastes territoires en volant à deux mètres du sol environ, dans les clairières et à la lisière des forêts. Les femelles volent lentement et généralement assez bas dans les sous-bois.

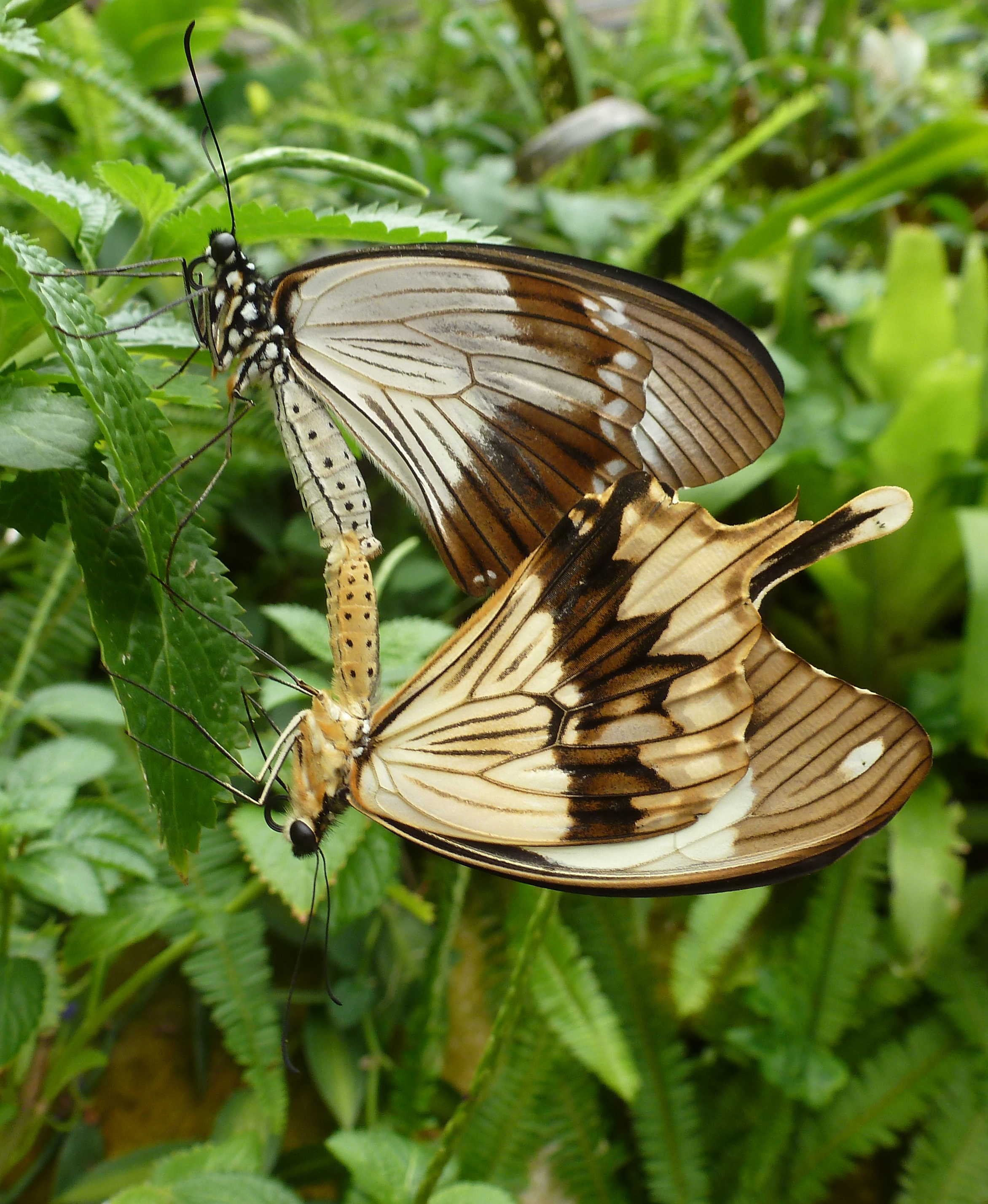
Accouplement
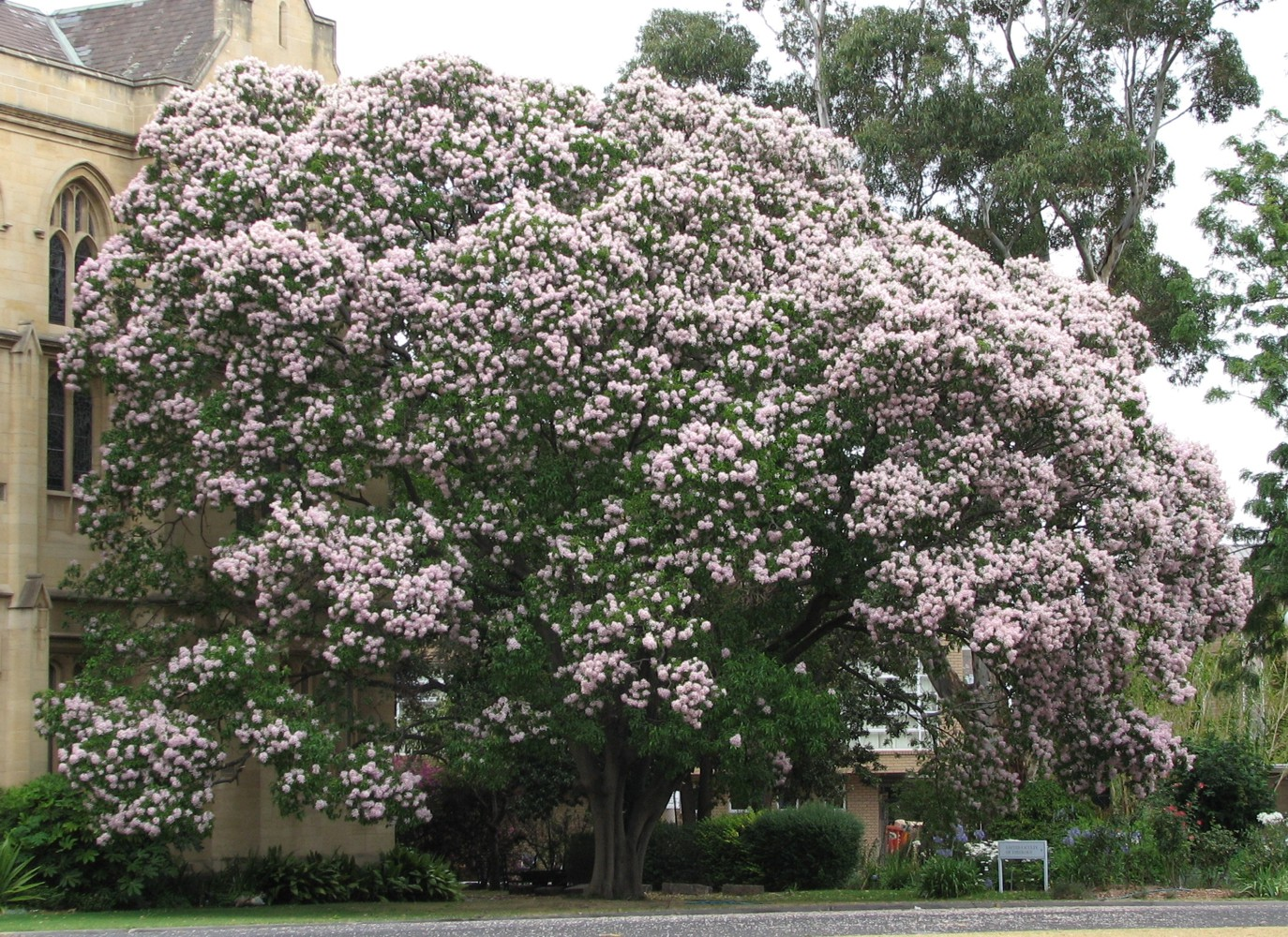
Calodendrum capense, plante-hôte
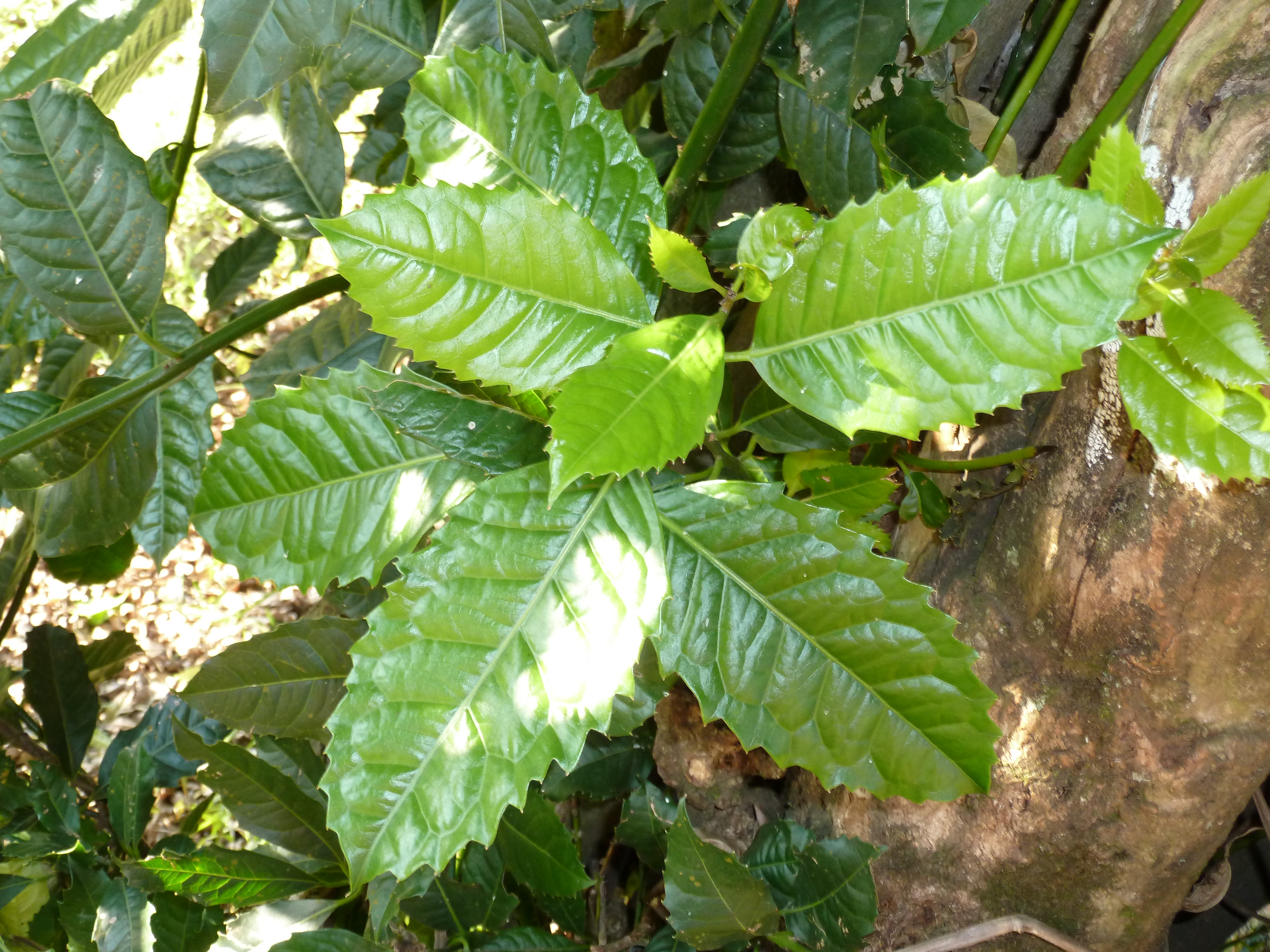
Xymalos monospora, plante-hôte

## Habitat et Répartition
L'espèce est présente dans toute l'écozone afrotropicale, y compris Madagascar et les Comores. Elle apprécie les forêts tropicales humides, aussi bien primaires que secondaires. Toutefois en Afrique de l'Ouest elle semble préférer des forêts plus sèches et ne s'aventure pas dans les forêts humides. Elle se nourrit de Citrus en Afrique de l'Ouest ce qui lui permet d'être présente en ville, y compris dans les grandes villes comme Lagos et Freetown. Elle peut vivre à des altitudes variables, du niveau de la mer jusqu'à 2 100 m d'altitude pour la sous-espèce tibullus.

écozone afrotropicale
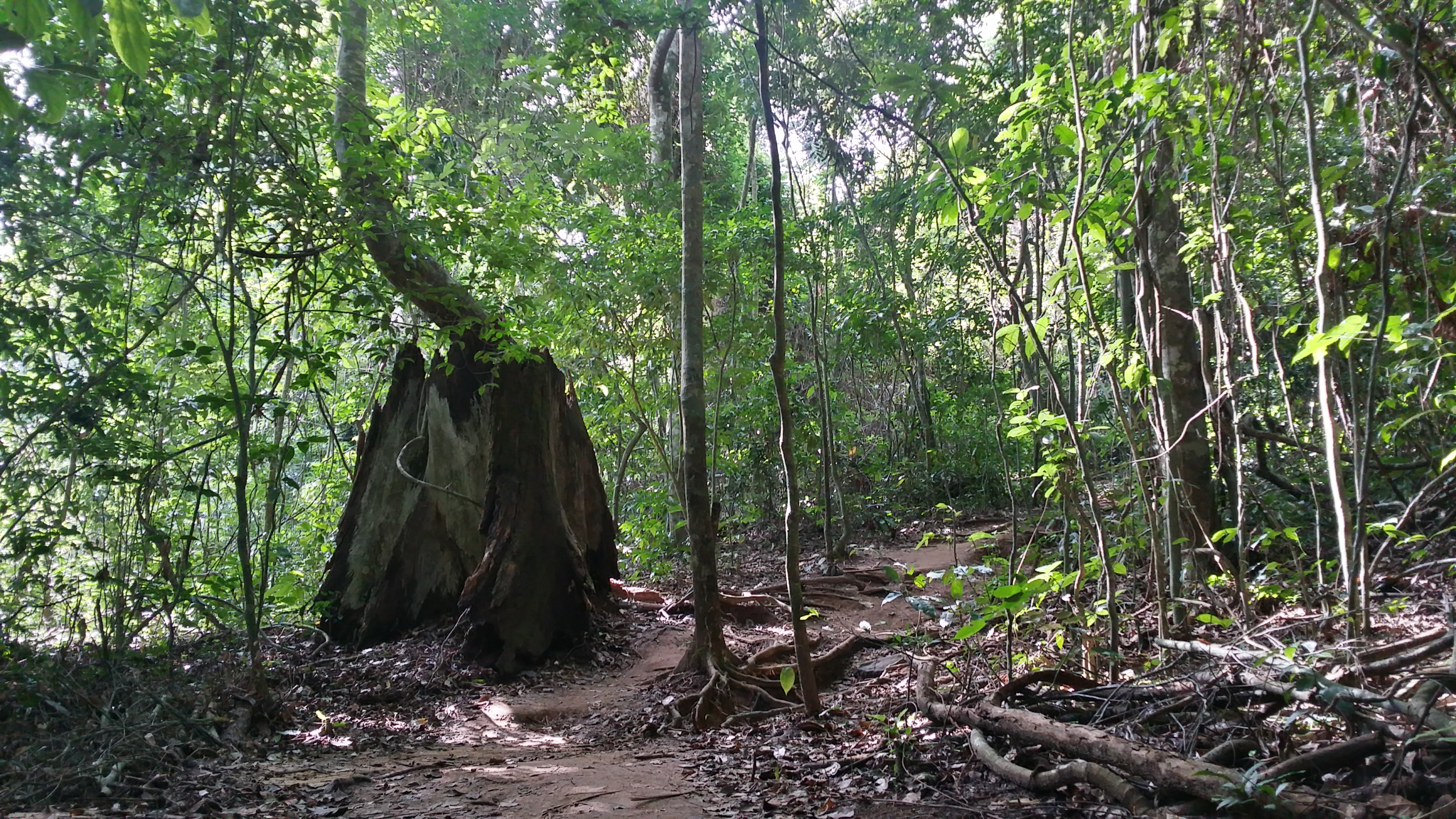
Kakum national park (Ghana)
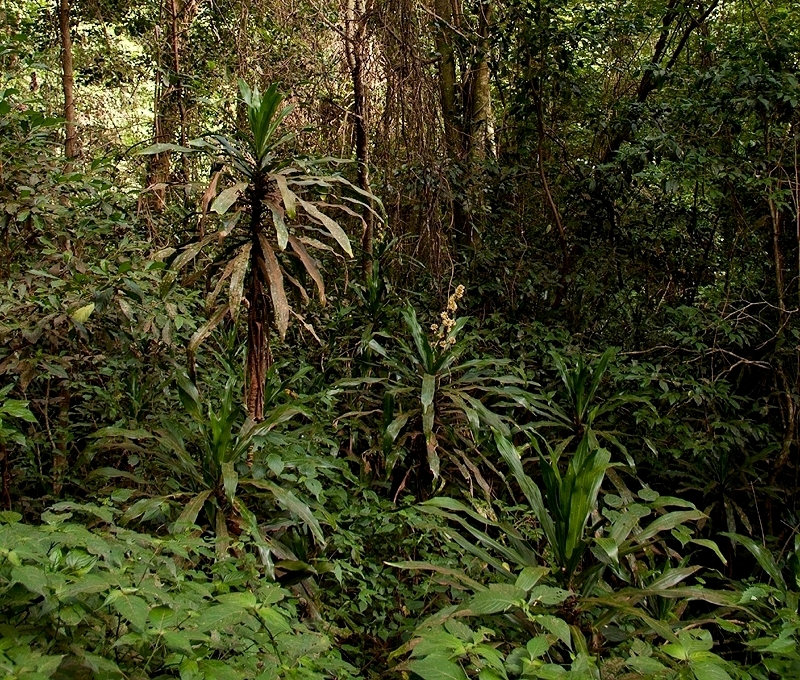
Forêt de Chirinda (Zimbabwe)
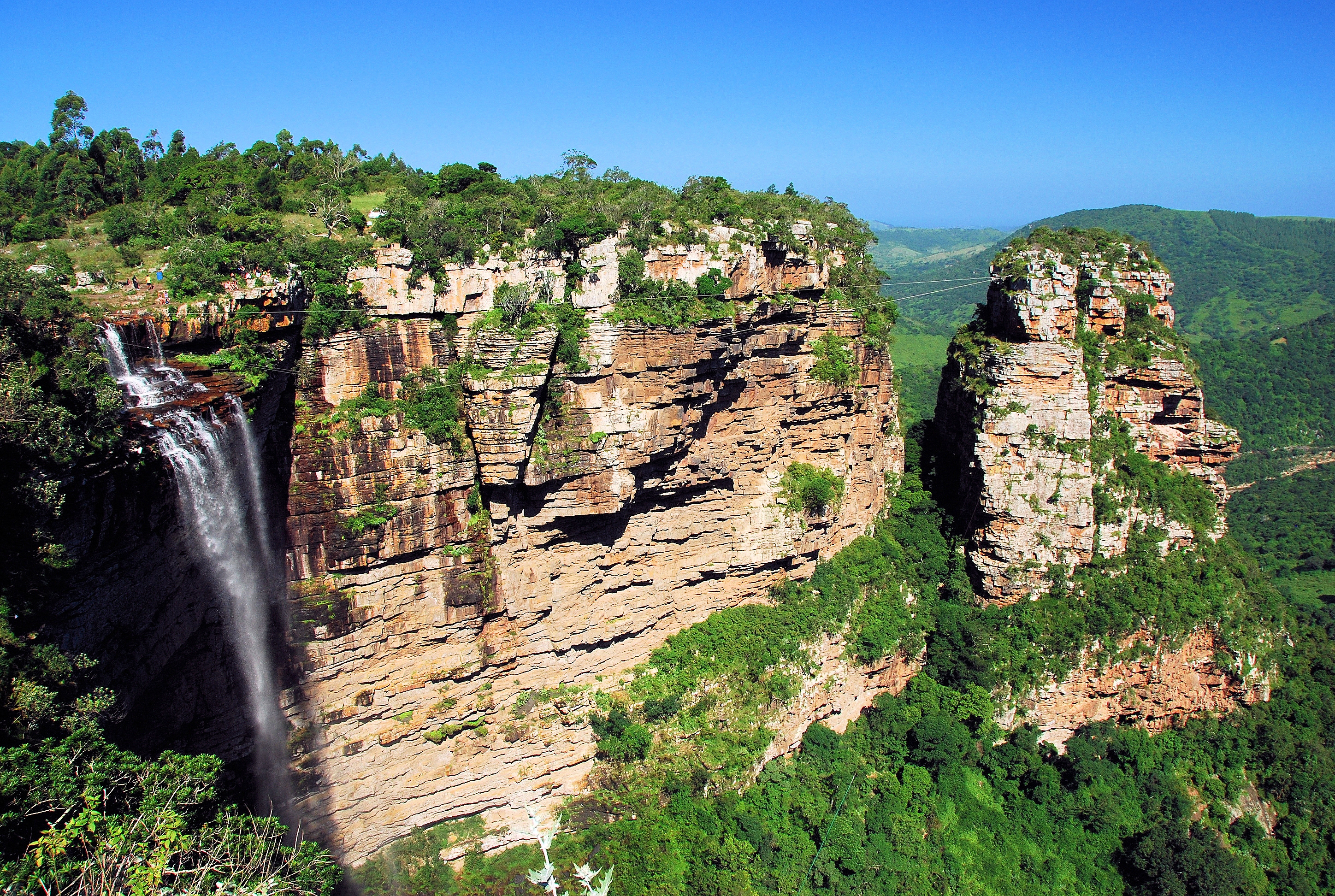
Oribi Gorge (Afrique du Sud)

## Systématique
Papilio dardanus a été décrit pour la première fois par le naturaliste anglais Peter Brown en 1776 dans New Illustrations of Zoology containing fifty coloured plates of new curious, and Non-Descript Birds, with a few Quadrupeds, Reptiles and Insects.

### Sous-espèces[2]
- P. dardanus dardanus : Golfe de Guinée, Angola, République centrafricaine, République démocratique du Congo, Ouganda (hors côte ouest du Lac Victoria), Rwanda, extrême ouest du Kenya, nord de la Zambie.
- P. dardanus antinorii : montagnes d'Éthiopie
- P. dardanus byatti : montagnes du nord de la Somalie
- P. dardanus cenea : sud du Mozambique, est du Zimbabwe, Afrique du Sud (Limpopo, Mpumalanga, KwaZulu-Natal, Eastern Cape Province, Western Cape Province – sud-est), Eswatini, peut-être Botswana.
- P. dardanus figinii : montagnes d'Érythrée
- P. dardanus flavicornis : nord-ouest du Kenya
- P. dardanus humbloti : Comores
- P. dardanus meriones : Madagascar
- P. dardanus meseres : Ouganda, sud-ouest du Kenya, Tanzanie (ouest, côtes sud et sud-est du lac Victoria).
- P. dardanus ochraceana  : nord du Kenya
- P. dardanus polytrophus : Kenya (montagnes à l'est de la Vallée du Rift)
- P. dardanus sulfurea : île de Principe et île de Bioko
- P. dardanus tibullus : est du Kenya, est de la Tanzanie, Malawi, Zambie, Mozambique

## Papilio dardanuset l'Homme

### Nom vernaculaire
Papilio dardanus est appelé "Flying handkerchief" en anglais.

### Menaces et conservation
L'espèce n'est pas considérée comme menacée par l'UICN. Elle est commune sur son aire de répartition et peut utiliser comme plante-hôte des espèces largement répandues comme les Citrus. Toutefois en 1985 trois sous-espèces étaient considérées comme rares ou vulnérables en Tanzanie.

### Philatélie
Ce papillon figure sur plusieurs émissions philatéliques :
- Territoire français des Afars et des Issas de 1975 (valeur faciale : 100 f).
- Cuba de 1989 (valeur faciale : 30 c.).

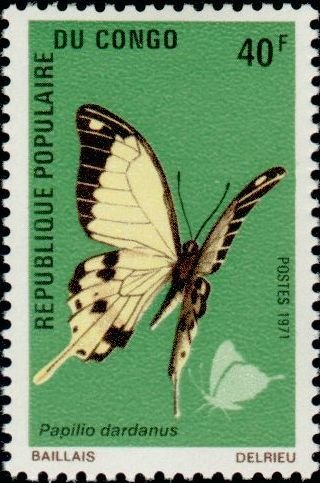
timbre du Congo-Brazzaville de 1971
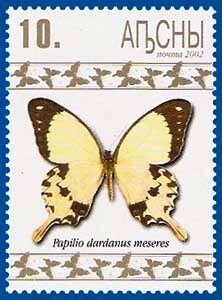
Timbre d'Abkhazia
Timbre du Rwanda de 1966